# السان توريه
السان توريه  (بالفرنسية: Alassane Touré)‏ (مواليد 9 فبراير 1989 في فرنسا) لاعب كرة قدم فرنسا يجيد اللعب في خط الوسط. يلعب حالياً لصالح نادي لنس الفرنسي.

## روابط خارجية
- السان توريه على موقع قاعدة بيانات كرة القدم.إي يو (الإنجليزية)
- السان توريه على موقع ليكيب (الفرنسية)
- السان توريه على موقع Soccerway.com (الإنجليزية)
- السان توريه على موقع عالم كرة القدم.نت (الإنجليزية)
- السان توريه على موقع كووورة
- السان توريه على موقع AS.com (الإسبانية)